# Paraphrynus reddelli
Espèce
Paraphrynus reddelli est une espèce d'amblypyges de la famille des Phrynidae.

## Distribution
Cette espèce est endémique du Yucatán au Mexique. Elle se rencontre dans la grotte Actún Loltún à Oxkutzcab.

## Description
La carapace de la femelle holotype mesure 4,2 mm de long sur 5,6 mm et l'abdomen 6,8 mm.
Cette espèce est anophtalme.

## Étymologie
Cette espèce est nommée en l'honneur de James R. Reddell.

## Publication originale
- Mullinex, 1979 : A new Paraphrynus from Yucatan (Amblypygida, Tarantulidae). Journal of Arachnology, vol. 7, no 3, p. 267-269 (texte intégral).